# Gonocalyx smilacifolius
Gonocalyx smilacifolius là một loài thực vật có hoa trong họ Thạch nam. Loài này được (Griseb.) A.C.Sm. mô tả khoa học đầu tiên năm 1932.